# قلقاس
القُلْقاس (بالإنجليزية: Taro)‏ هو اسم شائع لمجموعة من القرمات والدرنات التي تنتمي للفصيلة القلقاسية. يعتبر القلقاس من النوع (قلقاس مأكول، Colocasia esculenta) هو الأكثر زراعةً على نطاق واسع.
تعتبر جنوب شرق آسيا موطن القلقاس الأساسي. فالقلقاس نبات استوائي معمر وهو من الخضار الجذرية لأن له جذور (القرمات) غنية بالنشويات الصالحة للأكل، وهو من الخضار الجذرية أيضاً لأن له أوراق خضراء. يعتبر القلقاس الغذاء الرئيسي في الثقافات الأفريقية والآسيوية، ويُعتقد أنه واحد من أقدم النباتات المزروعة عالمياً. وهناك بعض الاعتقادات بأن القلقاس نشأ في المنطقة بين الهند والملايو، وربما في شرق الهند وبنغلاديش، وانتشر شرقاً إلى جنوب شرق آسيا، وإلى شرق آسيا، وجزر المحيط الهادئ؛ غرباً إلى مصر وشرق البحر الأبيض المتوسط، وبعد ذلك جنوباً وغرباً من هناك إلى شرق أفريقيا وغرب أفريقيا، حيث امتدت بعدها إلى منطقة البحر الكاريبي والقارة الأمريكية.
يمتلك القلقاس العديد من الأسماء المحلية وغالباً ما يشار إليه باسم «آذن الفيل» عندما يزرع كنباتات الزينة.

## الزراعة
| أكبر منتجي القلقاس عام 2009 (مليون طن متري) | أكبر منتجي القلقاس عام 2009 (مليون طن متري) |
| ------------------------------------------- | ------------------------------------------- |
| نيجيريا                                     | 4.4                                         |
| الصين                                       | 1.7                                         |
| الكاميرون                                   | 1.7                                         |
| غانا                                        | 1.5                                         |
| بابوا غينيا الجديدة                         | 0.3                                         |
| المجموع العالمي                             | 11.3                                        |

يمكن زراعة القلقاس في حقول الأرز حيث المياه وفيرة، أو في المرتفعات حيث يتم التزود بالمياه عن طريق الأمطار أو الري التكميلي. القلقاس واحد من عدد قليل من المحاصيل (جنباً إلى جنب مع الأرز واللوتس) التي يمكن زراعتها في ظروف الفيضانات. لأن الفراغات الهوائية في سويقات النبات تسمح بتبادل الغازات تحت الماء مع الغلاف الجوي. للحصول على أقصى إمداد للأوكسجين المذاب بالماء يجب أن يكون الماء بارد وجاري. يتسبب الماء الدافئ والماء الراكد في تعفن الجذور. لذلك للحصول على أقصى قدر من العائدات الإنتاجية يجب السيطرة على مستوى المياه بحيث تكون قاعدة النبات دائماً تحت الماء.
إن زراعة القلقاس في الأراضي الجافة لها بعض المزايا والفوائد: عائدات أعلى (الضعف تقريباً)، إنتاج خارج أوقات موسم الحصاد الأساسية (مما قد يؤدي إلى ارتفاع الدخل، ومكافحة الأعشاب الضارة (التي تزداد في الفيضانات). من الناحية الأخرى يتطلب إنتاج القلقاس في البيئة المناسبة لإنتاجة وهي موسم الفيضانات فترة أطول للنضج، والاستثمار في البنية التحتية، وارتفاع تكاليف التشغيل، وتكون الزراعة أحادية (الاستزراع أحادي النوع).
مثل معظم المحاصيل الجذرية فالقلقاس ينمو بشكلٍ جيد في التربة العميقة والرطبة أو حتى في المستنقعات حيث يتجاوز معدل هطول الأمطار السنوي 250 سم. القلقاس من الصنف (Eddoe) أكثر مقاومة للجفاف والبرد. ينضج المحصول في غضون 6-12 شهراً بعد زرعه في الأراضي الجافة وبعد 12-15 شهراً بعد زرعه في الأراضي الرطبة. يتم حصاد المحصول عندما يتوقف ارتفاع النبات وتتحول أوراقه الخضراء للون الأصفر.
عادةً ما يتم حصاد المحصول بواسطة الأدوات اليدوية حتى في أنظمة الإنتاج الآلية. يتم أولاً تخفيف التربة حول قرم النبات ومن ثم يتم سحبها. متوسط العائد العالمي هو 6.2 طن / هكتار ولكن يختلف باختلاف المنطقة. في آسيا، متوسط العائد يصل إلى 12.6 طن / هكتار

## السمية
النبات بحد ذاته غير صالح للأكل عندما يكون غير مطبوخ ويعتبر سام بسبب وجود بلورات أكسالات الكالسيوم. يتم التقليل من السم عن طريق الطهي، وخاصة مع قليل من صودا الخبز. ويمكن أيضاً أن تخفض من السمية بنقع جذور القلقاس في الماء البارد ليلة وضحاها. أكسالات الكالسيوم غير قابل للذوبان للغاية ويسهم في حصى الكلى. وهناك توصيات لاستعماله مع الحليب أو غيره من الأطعمة الغنية بالكالسيوم مع القلقاس.

## استخداماته في الطهي
القرمات التي يكون لونها أرجواني فاتح لوجود أصباغ فينولية فيها، يمكن تحميصها أو طبخها أو غليها. كما أن السكريات الطبيعية الموجودة فيها تمنحها نكهة جوزية حلوة. كما أن النشأ الموجودة فيها سهل الهضم لذلك تستخدم الحبات الصغيرة منه في إعداد أغذية للأطفال. أوراق القلقاس مصدر جيد لفيتامين أ وفيتامين ج وتحتوي على كميات أكبر من البروتين من الموجودة في قرمات القلقاس.

## معرض صور

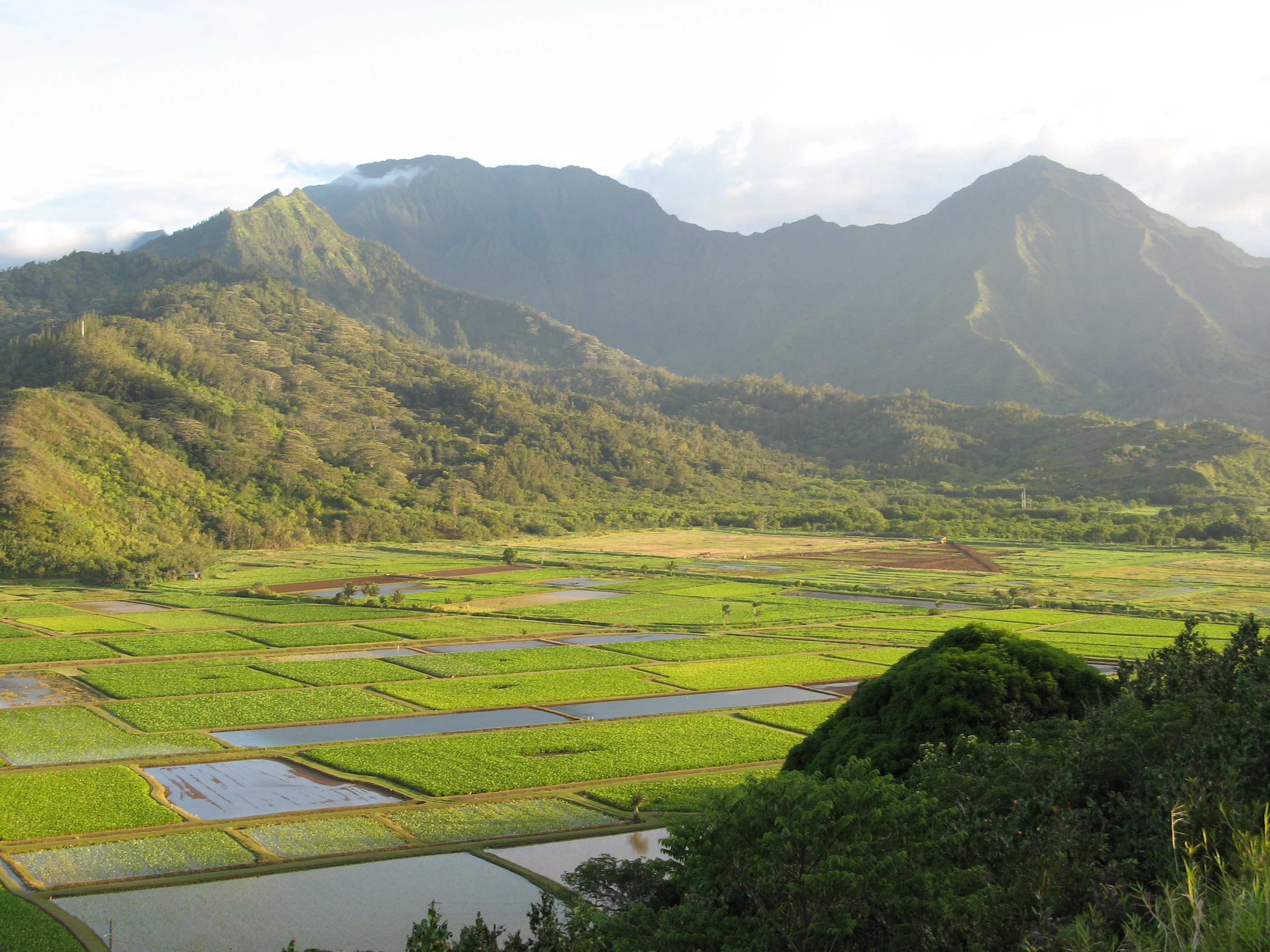
واحدة من أكبر مناطق القلقاس نمواً في جزر هاواي هو على كاواي، في وادي هانالي
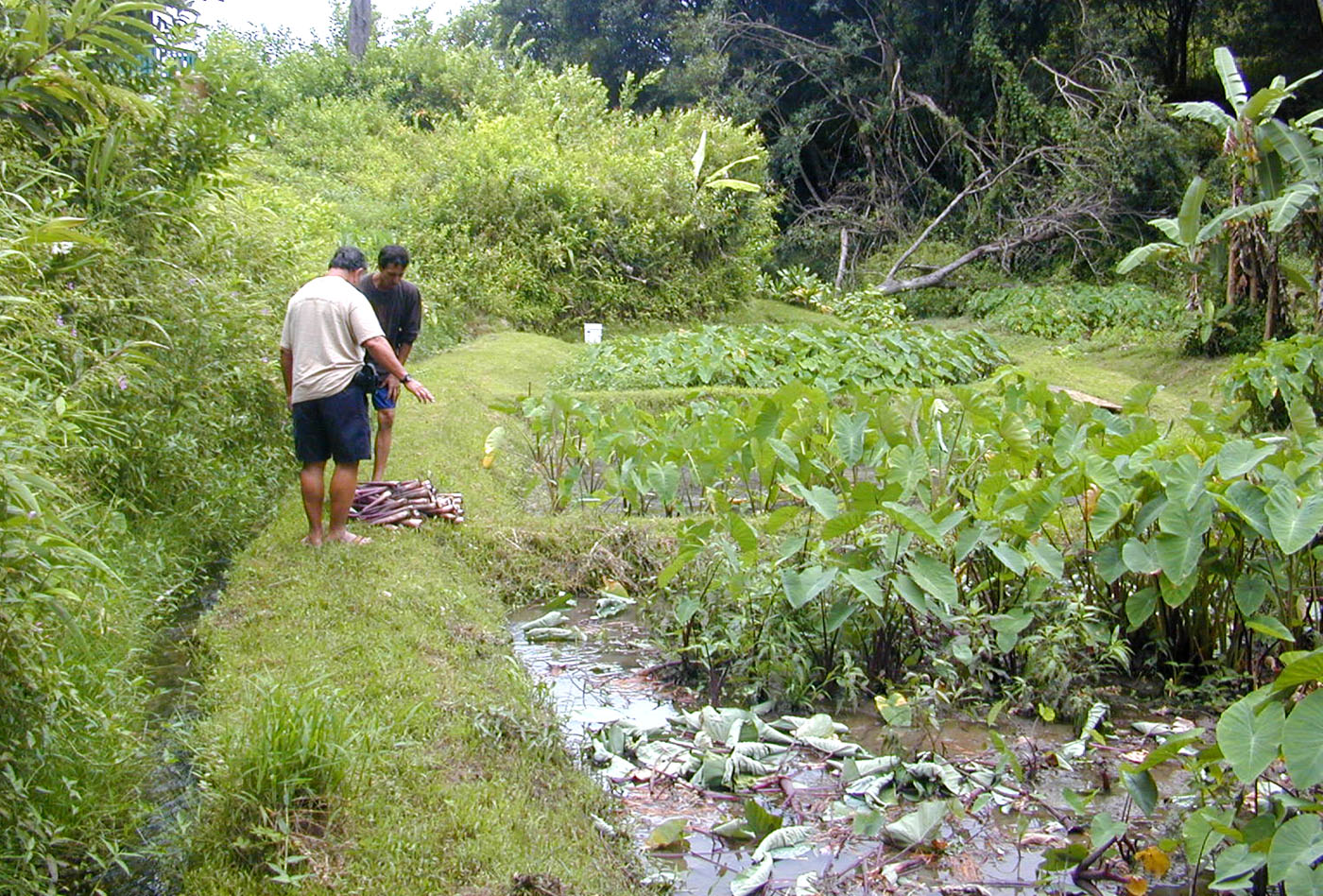
حقول صغيرة متعددة للقلقاس في هاواي
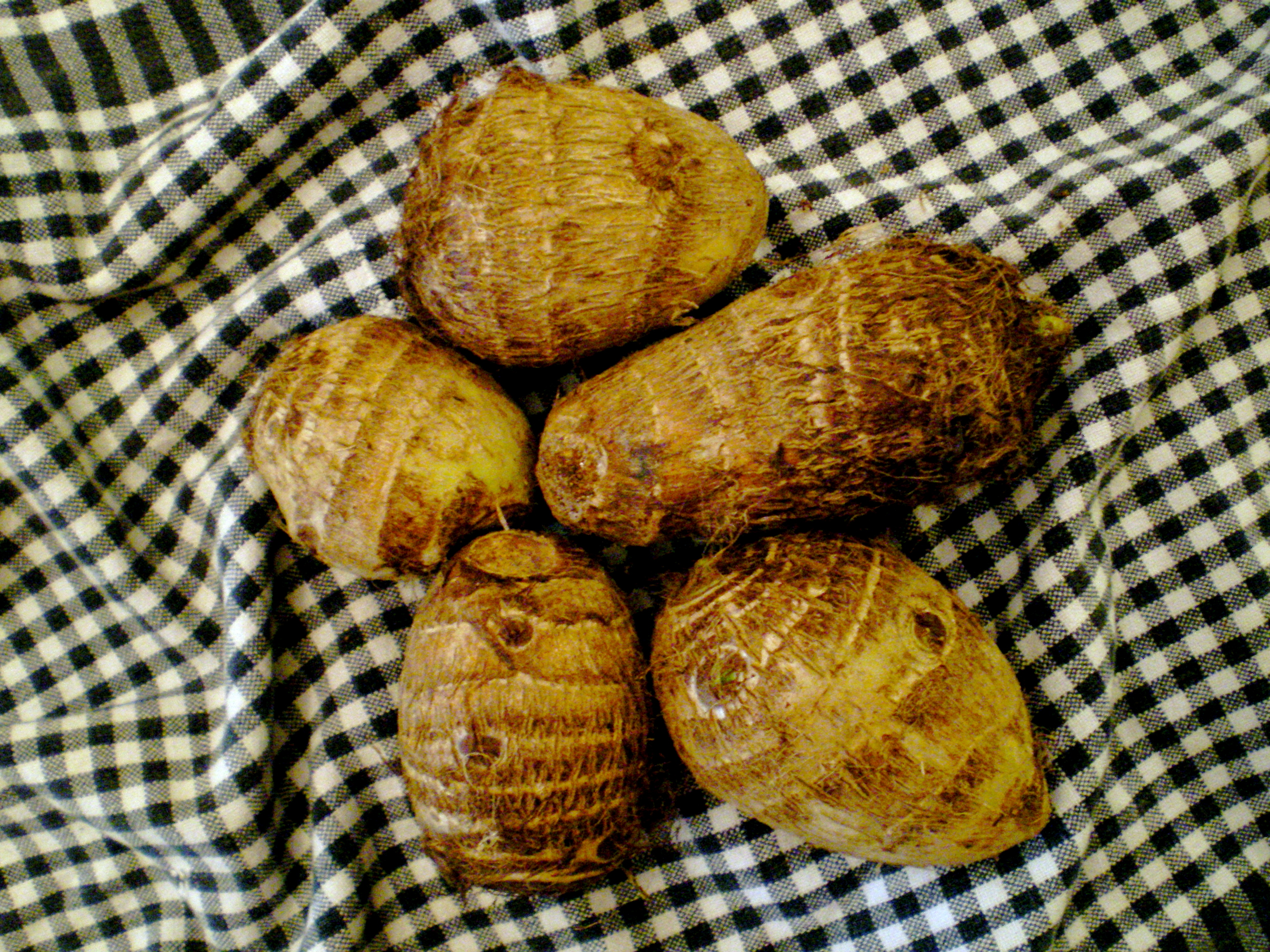
قرمات القلقاس
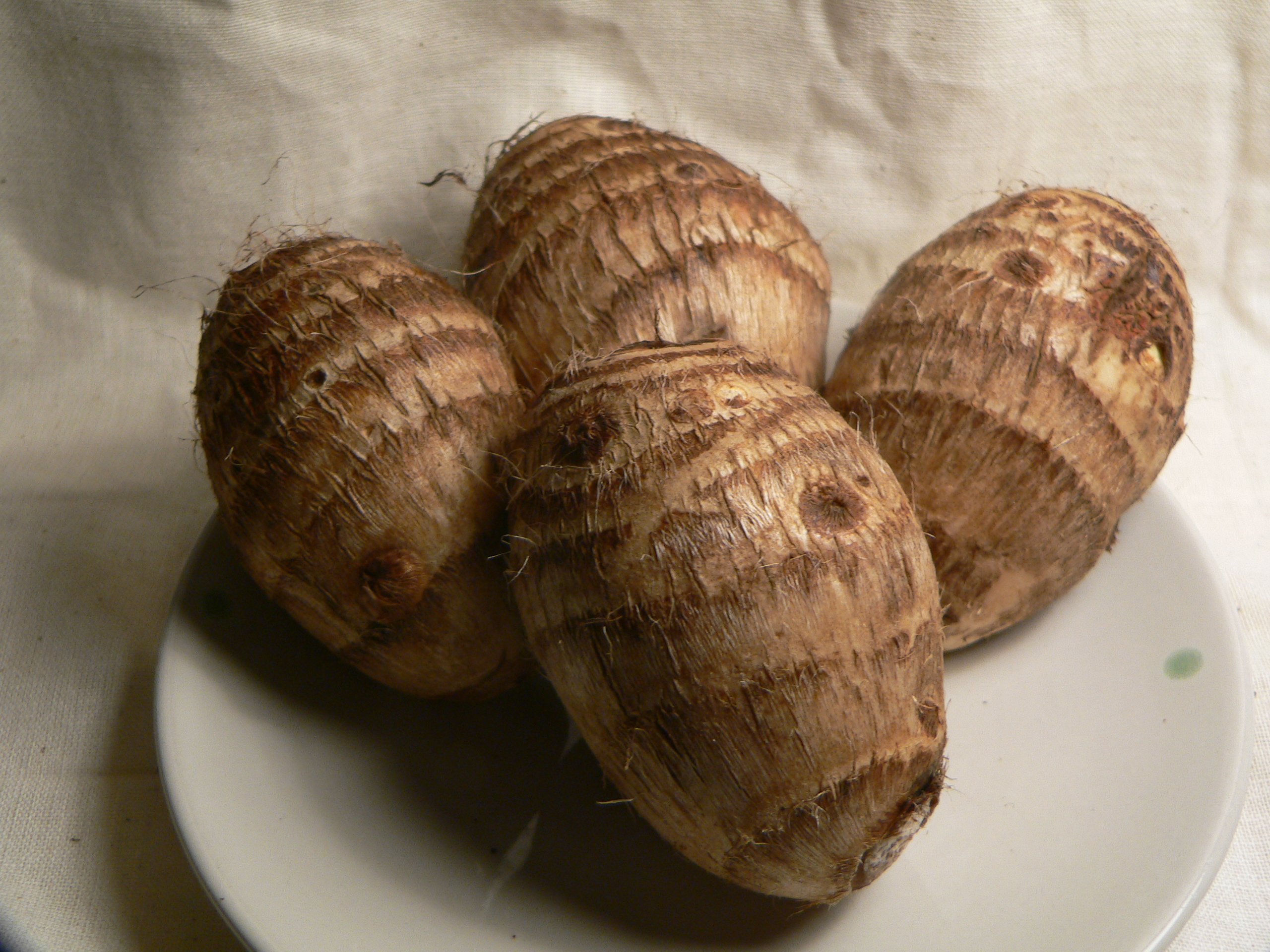
نوع مختلف للقلقاس
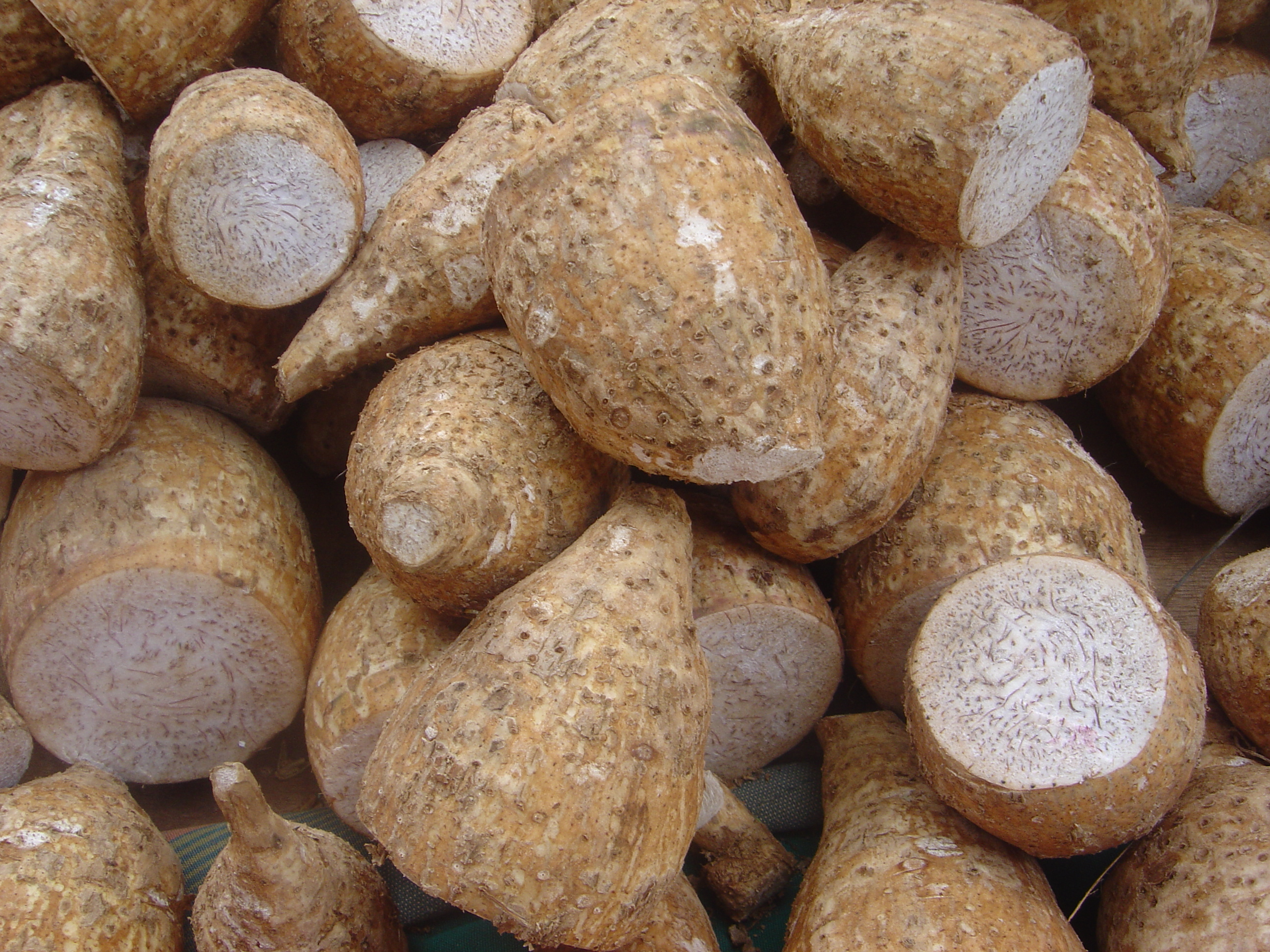
قرمات قلقاس معدة للبيع
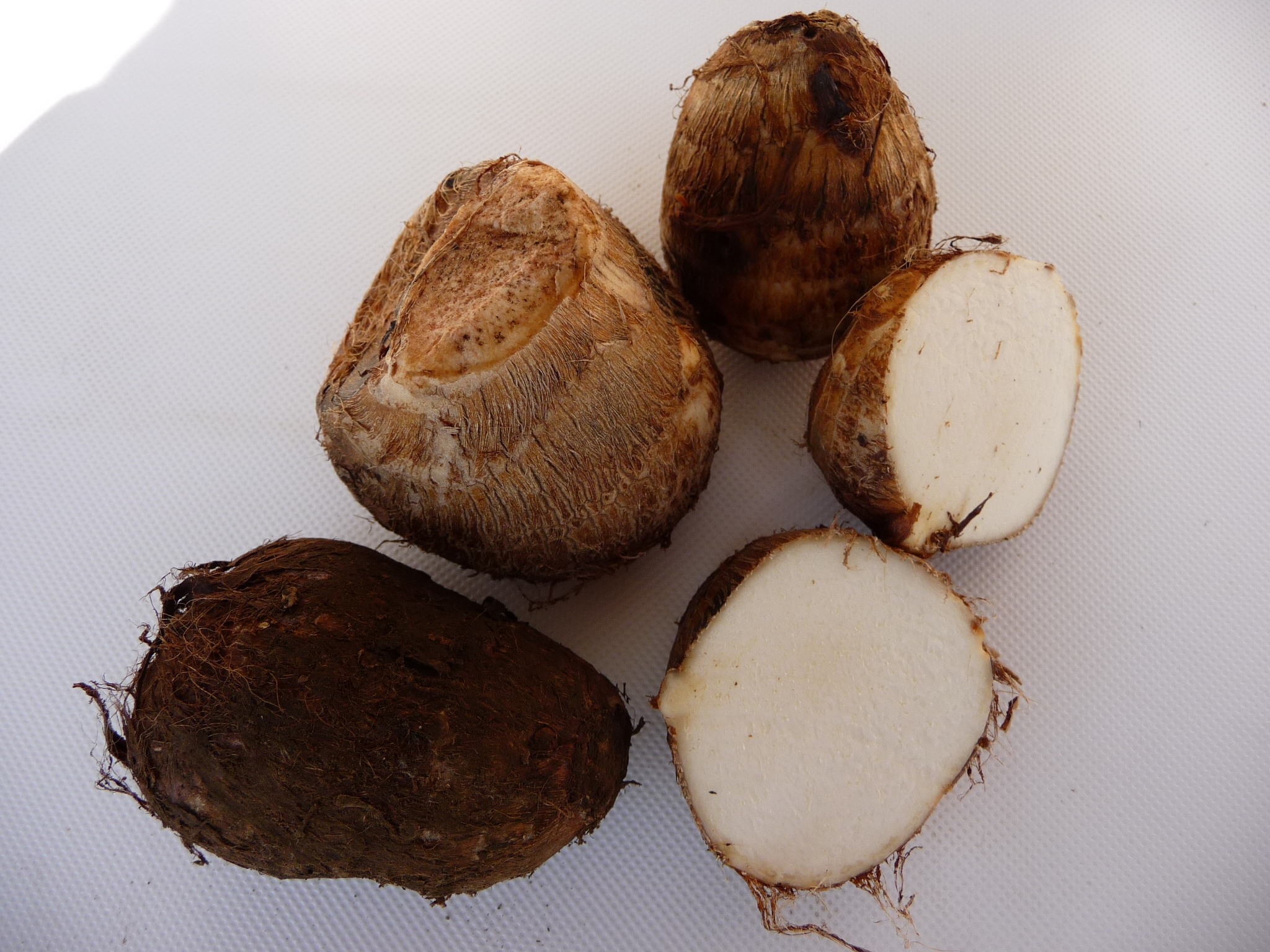
Satoimo (サトイモ) - قلقاس ياباني
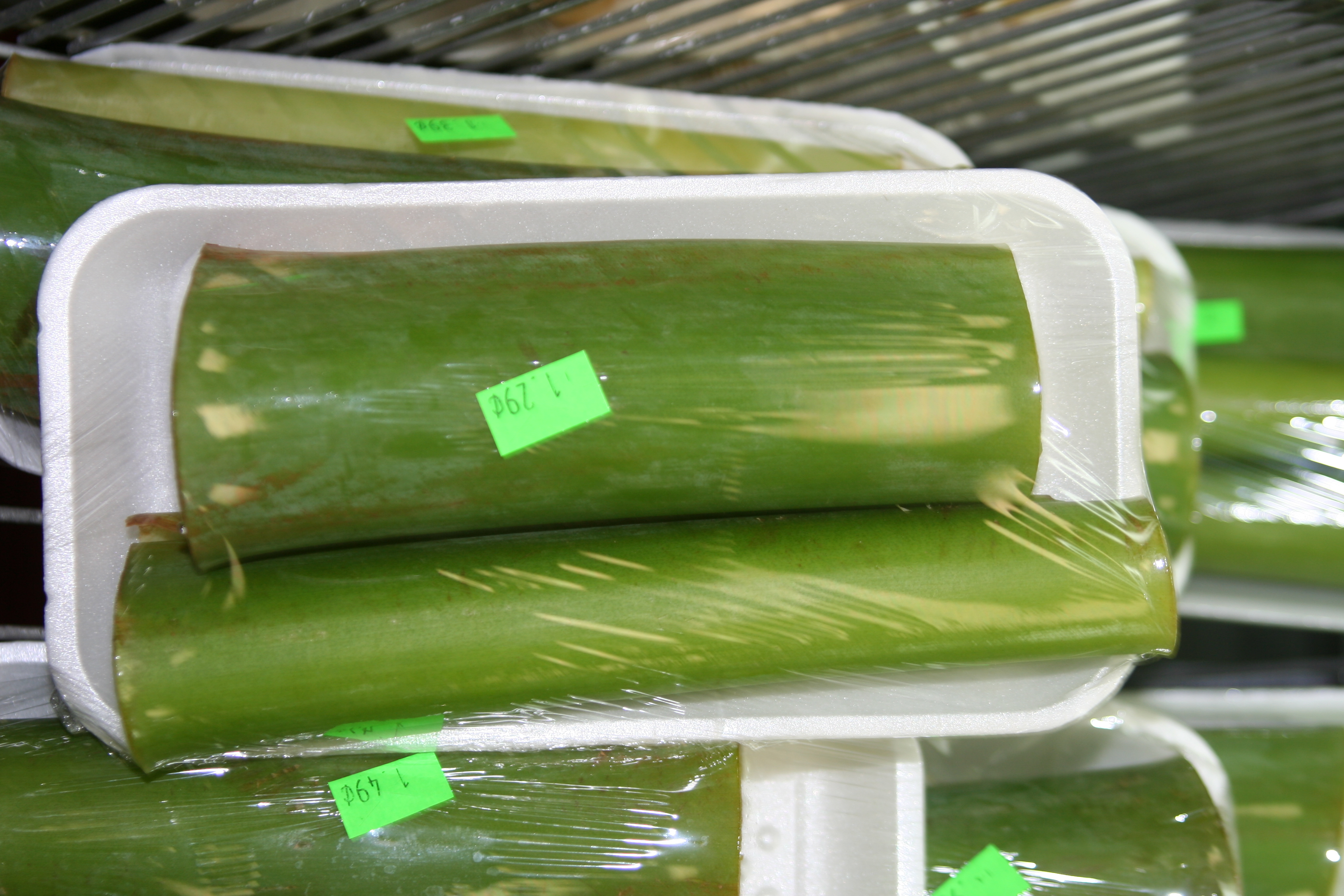
جذوع قلقاس معدة للبيع في كاليفورنيا, 2009
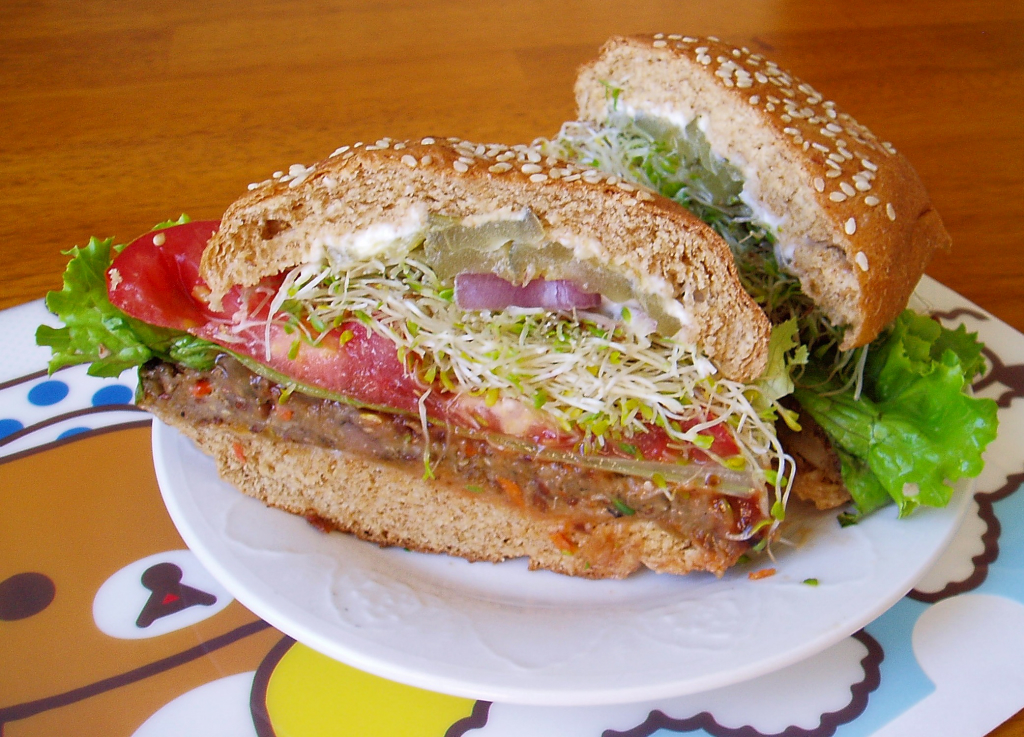
برغر قلقاس
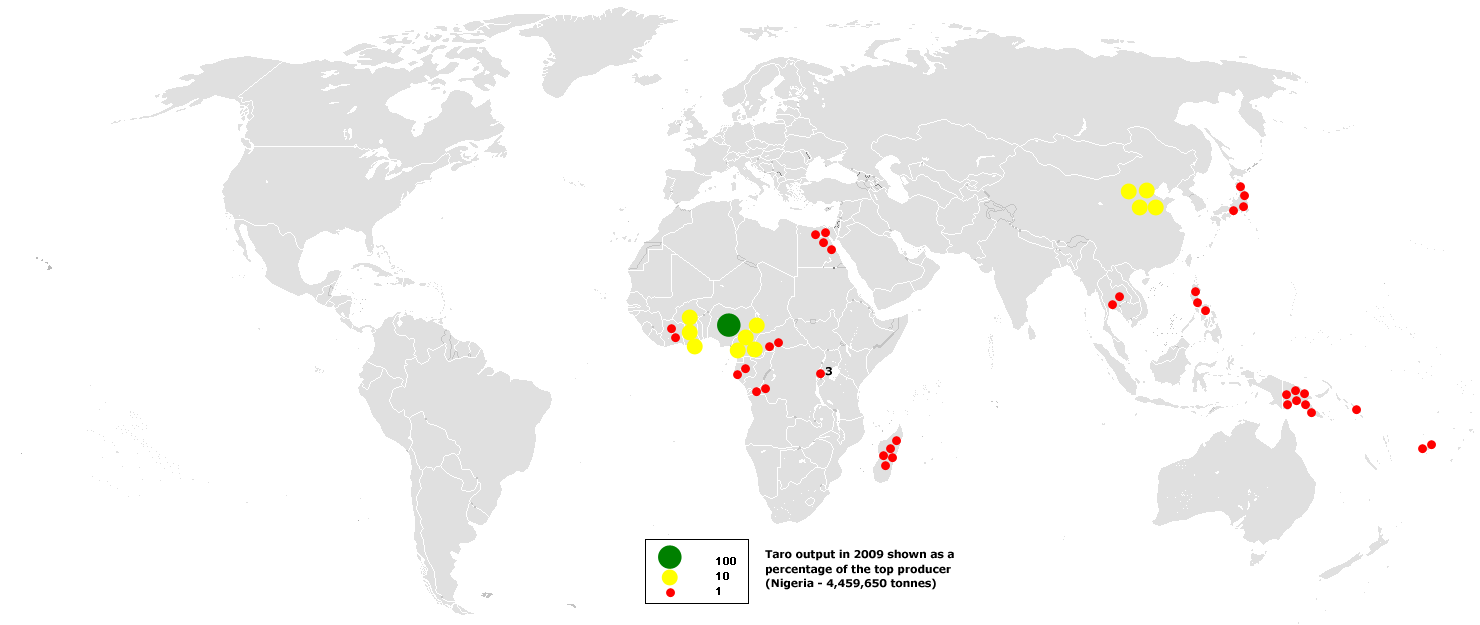
صادرات القلقاس عام 2009
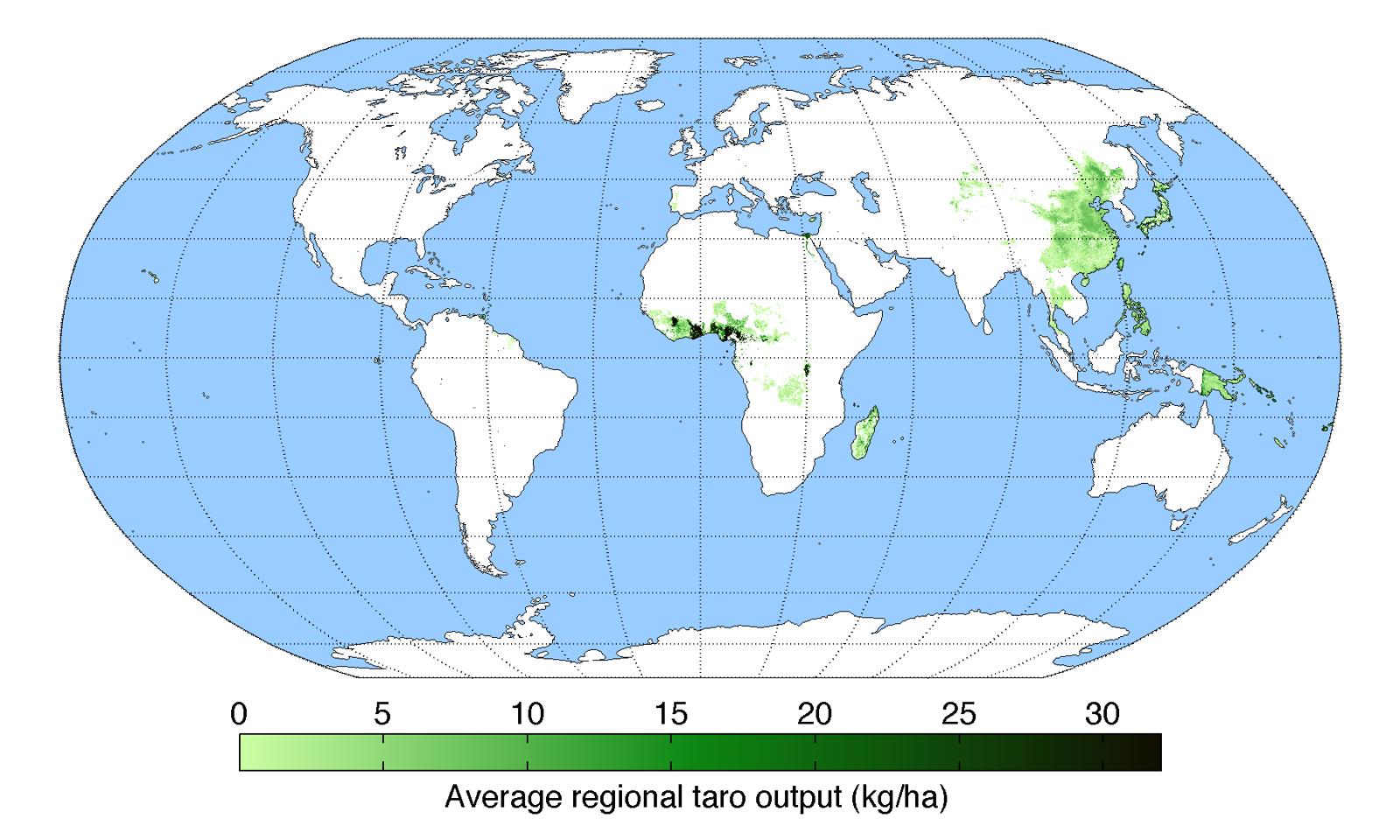
التوزع الجغرافي العالمي لزراعة القلقاس